# E-szara

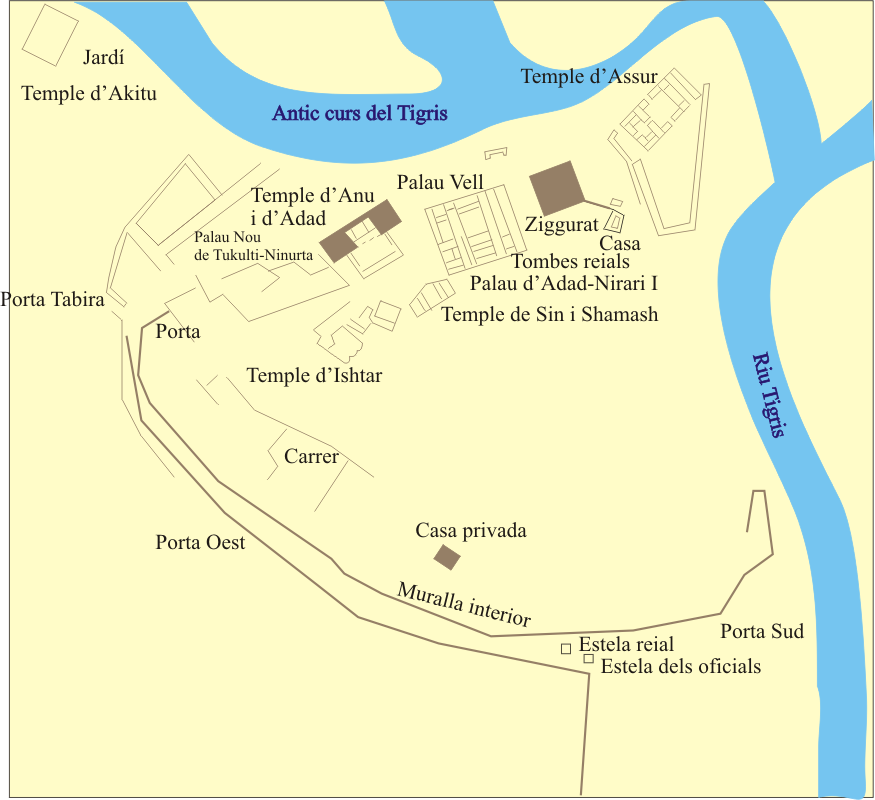
Plan miasta Aszur z zaznaczonym położeniem świątyni boga Aszura.

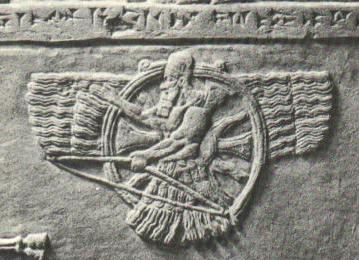
Bóg w uskrzydlonej tarczy słonecznej (najprawdopodobniej Aszur lub Szamasz); detal z jednego z reliefów asyryjskich.

E-szara (sum. é.šár.ra, tłum. „Dom wszechświata”) –  nazwa kompleksu świątynnego Aszura, narodowego boga Asyrii, w mieście Aszur. 

## Historia

### Okres staroasyryjski
Według źródeł pisanych świątynię boga Aszura w mieście Aszur wznieść mieli w okresie staroasyryjskim władcy asyryjscy z dynastii założonej przez Puzur-Aszura I (2 połowa XX wieku p.n.e.). W inskrypcji budowlanej Eriszuma I (1 połowa XIX wieku p.n.e.), czwartego władcy z tej dynastii, występuje ona pod akadyjską nazwą bētum rīmum (tłum. „Dom dzikiego wołu”). Najstarszy znany z wykopalisk plan świątyni pochodzi z czasów panowania Szamszi-Adada I (1814-1782 p.n.e.). Świątynia ta w jego inskrypcjach występuje pod sumeryjską nazwą é.am.kur.kur.ra (tłum. „Dom dzikiego byka krajów”) i poświęcona jest bogu Enlilowi, z którym wówczas identyfikowano boga Aszura. Odkryta w czasie wykopalisk budowla miała rozmiary 54 x 108 metrów. Jej środkową część zajmował dziedziniec wewnętrzny, z którego przez przedsionek dotrzeć można było do celli boga (we wschodniej części budowli). Na zewnątrz świątyni znajdował się duży dziedziniec zewnętrzny, otoczony szeregiem mniejszych pomieszczeń. Z czasów Szamszi-Adada I pochodzi również położony na zachód od świątyni i związany z nią zigurat boga Enlila/Aszura o podstawie 60 x 60 metrów. Był on pierwszym ziguratem wzniesionym w północnej Mezopotamii.

### Okres średnioasyryjski
Późniejsi władcy asyryjscy dbali o świątynię, restaurując ją i upiększając, nie zmieniali jednak jej kształtów. Dopiero w okresie średnioasyryjskim król Salmanasar I (1273-1244 p.n.e.) zmienił nieco jej kształt dobudowując do zachodniego skrzydła budowli tzw. dziedziniec boga Enkiego. W inskrypcjach tego władcy bóg Aszur wciąż występuje jako Enlil, a sama świątynia - na wzór świątyni Enlila w Nippur - nazywana jest E-kur (tłum. „Dom-Góra”). Pod nazwą E-szara świątynia boga Aszura pojawia się po raz pierwszy w inskrypcjach królów Tukulti-apil-Eszary I (1114-1076 p.n.e.) i  Aszur-bel-kala (1073-1056 p.n.e.). W przypadku tego pierwszego nazwa ta stanowi nawet część jego akadyjskiego imienia:  Tukultī-apil-Ešara (tłum. „Powiernikiem moim jest syn świątyni E-szara”).

### Okres nowoasyryjski
W okresie nowoasyryjskim prace restauracyjne przy świątyni E-szara prowadzili m.in. tacy władcy asyryjscy, jak Aszur-dan II (934-912 p.n.e.), Tukulti-Ninurta II (890-884 p.n.e.) i Aszur-nasir-apli II (883-859 p.n.e.). Poważnej jej rozbudowy dokonał Sin-ahhe-eriba (704-681 p.n.e.), który dodał nowy dziedziniec do wschodniej części budowli i przeniósł cellę boga do pomieszczenia, które wcześniej było przedsionkiem. Świątynia została najprawdopodobniej zniszczona w 614 roku p.n.e., kiedy to armia medyjska zdobyła miasto Aszur.